# Fridrich Michal Falcko-Zweibrückenský
Fridrich Michal Falcko-Zweibrückenský (27. února 1724 Ribeauvillé – 15. srpna 1767 Schwetzingen) byl členem dynastie Wittelsbachů. Narodil se jako syn Kristiána III. Falcko-Zweibrückenského a jeho manželky Karolíny Nasavsko-Saarbrückenské. Byl otcem prvního bavorského krále Maxmiliána I. Josefa

## Sedmiletá válka
Fridrich Michal byl falckým polním maršálem, guvernérem Mannhaimu a v roce 1758 se stal polním maršálem Svaté říše římské a vrchním velitelem říšské armády v Sedmileté válce proti pruskému králi Fridrichovi Velikému. Po bitvě u Rossbachu se mu podařilo znovu vybudovat císařskou armádu, za což obdržel velkokříž vojenského řádu Marie Terezie. Na podzim roku 1758 napadl Sasko, zmocnil se pevnosti Sonnenstein a obklíčil Lipsko. Následujícího roku si podmanil Lipsko, Torgau, Wittenberg a Drážďany. Jistil maršála Dauna v bitvě u Maxenu a zvítězil v bitvě u Strehlenu. V roce 1761 rezignoval na své místo a předal císařská vojska polnímu maršálovi Johannovi von Serbelloni. Po Hubertusburském míru Fridrich Michal obdržel generální velení v Čechách a později se stal prezidentem tajné vojenské konference.

## Manželství a potomci
6. února 1746 se jednadvacetiletý Fridrich oženil s Marií Františkou Falcko-Sulzbašskou, dcerou Josefa Karla Falcko-Sulzbašského a Alžběty Augusty Falcko-Neuburské. Manželé spolu měli pět dětí:
- Karel II. August Zweibrückensko-Birkenfeldský (29. října 1746 – 1. dubna 1795), zweibrückenský falckrabě, ⚭ 1774 Marie Amálie Saská (26. září 1757 – 20. dubna 1831)
- Klemens August Josef Fridrich (18. září 1749 – 19. června 1750)
- Amálie Zweibrückensko-Birkenfeldská (10. května 1752 – 15. listopadu 1828), ⚭ 1769 Fridrich August I. (23. prosince 1750 – 5. května 1827), saský vévoda a kurfiřt, varšavský vévoda, saský král od roku 1806 až do své smrti
- Maria Anna Falcko-Zweibrückenská (18. července 1753 – 4. února 1824), ⚭ 1780 Vilém Bavorský (10. listopadu 1752 – 8. ledna 1837), bavorský vévoda, falcko-birkenfeldsko-gelnhausenský falckrabě, vévoda z Bergu
- Maxmilián I. Josef Bavorský (27. května 1756 – 13. října 1825), falckrabě zweibrückenský, bavorský kurfiřt, bavorský král od roku 1806 až do své smrti,
⚭ 1785 Augusta Vilemína Marie Hesensko-Darmstadtská (14. dubna 1765 – 30. března 1796)
⚭ 1797 Karolína Frederika Vilemína Bádenská (13. července 1776 – 13. listopadu 1841)

Se svou milenkou Louise Cheveau měl také nemanželského syna:
- Karel Fridrich (1767–1834), baron Schönfeld, hrabě z Ottingu a Fünfstettenu. Jeho dcera Luisa se provdala za Augusta Ludwiga von Senarclens-Grancy.

Fridrich Michal zemřel 15. srpna 1767 ve Schwetzingenu ve věku 43 let.